# 구쓰키 다네마사
구쓰키 다네마사(일본어: 朽木稙昌 くつき たねまさ[*])는 히타치 쓰치우라번 2대 번주, 단바 후쿠치야마번 초대 번주이다. 후쿠치야마번 구쓰키가 2대 당주이다.

## 생애
간에이 20년 (1643년) 5월 19일, 츠치우라번 초대 번주 쿠츠키 타네츠나 (쿠츠키 모토츠나의 3남)의 장남으로 태어났다. 만지 3년 (1660년)에 아버지가 사망하자 이듬해에 가독을 이었다. 이때 동생 쿠츠키 노리츠나에게 3천석을 나누어주었다.
간분 7년 (1667년)에 소샤반으로 임명된다. 간분 9년 (1669년) 9월, 5천석 가증으로 3만 2천석으로 탄바 후쿠치야마번에 가증 이봉되었다. 그러나, 이봉을 위한 지출, 천재지변 등으로 번 재정이 악화되면서 겐로쿠 4년 (1691년)에는 5개년에 걸쳐 가신의 봉록을 절반만 주었다. 또, 아시가루의 대량 해고나 한사츠 발행의 정지 등을 행했다. 문화 발전에도 진력하였다. 정실의 아버지 오카베 노부카츠의 영향을 받아 오리베류 다인(茶人)이기도 했다.
호에이 5년 (1708년) 6월 25일, 가독을 장남인 타네모토에게 물려주고 은거한다. 쇼토쿠 4년 (1714년) 2월 23일, 72세의 나이로 사망한다.

## 가족 관계
- 아버지 : 쿠츠키 타네츠나 (1605년 ~ 1660년)
- 어머니 : 쵸쥬인 (長寿院) - 안도 시게나가의 양녀, 시미즈 타다무네의 딸
- 정실 : 사쿠히메 (作姫) - 다이레이인(台嶺院), 오카베 노부카츠의 딸
  - 장남 : 쿠츠키 타네모토 (1664년 ~ 1721년)
  - 차남 : 쿠츠키 타네하루 (1665년 ~ 1741년)
- 측실 : 치코인 (知光院)
- 측실 : 케이호인 (桂芳院)
- 생모 불명의 자녀
  - 아들 : 츠치야 히데나오 (土屋秀直)
  - 아들 : 쿠츠키 타네히데 (朽木稙栄)
  - 아들 : 쿠츠키 마사미츠 (朽木昌充)
  - 아들 : 쿠츠키 미치츠나 (朽木迪綱)
  - 딸 : 히사 (久) - 호코인 (宝光院), 마츠다이라 노리타다의 정실
  - 딸 : 오타와라 스미키요의 정실 - 후에 마츠다이라 요시타카의 계실
  - 딸 : 콘도 마사노리의 정실
  - 딸 : 이케다 마사노리의 정실
  - 딸 : 미즈타니 카츠토키의 정실
  - 딸 : 토도 요시하타의 정실

## 같이 보기
- 교고쿠 다카미치 - 혈연상 사촌 형

| 전임 쿠츠키 타네츠나 | 제2대 쓰치우라번 번주 (구쓰키가) 1661년 ~ 1669년 | 후임 츠치야 카즈나오 |

| 전임 마츠다이라 타다후사 | 제1대 후쿠치야마번 번주 (구쓰키가) 1669년 ~ 1708년 | 후임 쿠츠키 타네모토 |